# Santa Rosa (Pedro María Freites)
Pour les articles homonymes, voir Santa Rosa.
Santa Rosa est l'une des quatre divisions territoriales et statistiques dont l'une des trois paroisses civiles de la municipalité de Pedro María Freites dans l'État d'Anzoátegui au Venezuela. Sa capitale est Santa Rosa.

## Géographie

### Démographie
Hormis sa capitale Santa Rosa, la paroisse civile possède plusieurs localités, dont :
- La Isla
- Paramán
- San Vicente
- Santa Rosa (ou Santa Rosa de Ocopia)
- Trapiche